# Il Signore degli Anelli: La Compagnia dell'Anello
Il Signore degli Anelli: La Compagnia dell'Anello (The Lord of the Rings: The Fellowship of the Ring) è un videogioco del 2002 basato sul romanzo La Compagnia dell'Anello di J. R. R. Tolkien.

## Trama
In giorni ormai antichi, gli Elfi crearono magici anelli del potere. Li donarono ai re e ai principi degli Elfi, dei Nani, e degli Uomini, cosicché questi potessero guarire le ferite del mondo. Ma l'Oscuro Signore Sauron forgiò ľUnico Anello per soggiogare gli altri anelli del potere. In una grande battaglia, le libere genti della Terra di Mezzo sconfissero Sauron ed egli perse il suo anello. Ma ora Il Signore degli Anelli è tornato nella sua oscura torre nella terra di Mordor. Ha solo bisogno dell'Unico Anello per avvolgere tutta la Terra di Mezzo in una seconda oscurità.

## I personaggi giocabili
- Frodo Baggins
- Aragorn
- Gandalf

## Il resto della compagnia
- Legolas
- Gimli
- Peregrino Tuc
- Samwise Gamgee
- Boromir
- Meriadoc Brandibuck

## Personaggi menzionati
Sono parecchi i personaggi del romanzo presenti nel gioco. Non possono essere utilizzati, ma interagiscono con i personaggi principali attraverso il dialogo. Tra i tanti vi sono: Milo Rintanati, Ted Sabbioso, Sancio Tronfipiede, Lotho Sackville-Baggins, Lobelia Serracinta, Robin Tanabuca, Nonno Duepiedi, Hamfast Gamgee, Ugo Serracinta (viene solo nominato dal Gaffiere), Rosa Cotton, Naquercio, Fredegario Bolgeri (solo nella piattaforma Xbox), Angelica Baggins, Maggot, Tom Bombadil, Baccador, Omorzo Cactaceo, Billy Felci, Nob, Bob, Glorfindel, Elrond, Bilbo Baggins, Glóin (solo nella piattaforma Xbox), Arwen, Gollum, Ori (solo nella piattaforma Xbox), Haldir, Galadriel, Celeborn.

## Personaggi non presenti nel romanzo
Sono presenti dei personaggi inventati apposta per il gioco che incontrerà Frodo durante il viaggio. Hal Soffiatromba è un anziano hobbit di Hobbiville proprietario del "Vecchio Granaio" che chiederà aiuto a Frodo in cambio di una ricompensa. Artemisia è uno hobbit che Frodo incontra nel Paese delle verdi colline o successivamente a Brea se non si ripara il mulino di Ted a Hobbiville. Nella piattaforma Xbox, quando Frodo parte per la Vecchia Foresta, all'uscita di Hobbiville, incontra un guardacontea che aiuta a riparare il cancello della città. Un altro personaggio è Nali, un nano di Erebor che Frodo incontra nella locanda del Puledro Impennato. Nella piattaforma Xbox, quando Aragorn incontra gli Hobbit a Brea e va alla ricerca di Merry, incontra una abitante del villaggio, probabilmente hobbit e affronta un gruppo di grossi roditori in casa sua (dai quali anche Merry era fuggito rifugiandosi nello sgabuzzino) e diversi criminali in giro per Brea capeggiati da Harry Caprifoglio.

## Nemici principali
- Vecchio Uomo Salice nella Vecchia Foresta
- Lo spettro del Tumulo a Tumulilande
- L'Olog Hay a Colle Vento
- I Nazgûl a Colle Vento
- L'Osservatore nell'acqua a Moria
- Il Balrog a Moria
- La bestia alata a Mordor

## Nemici comuni
- Le api
- I topi
- I warg
- I Ragni
- Gli spettri
- Gli Orchi
- I Goblin
- Gli Spettri dei Tumuli
- I pipistrelli (nella piattaforma Xbox)
- I troll
- Gli Uruk-Hai
- I troll di caverna

## I luoghi della missione
- La Contea, che racchiude le città di Hobbiville, Lungacque, la locanda Drago Verde e il Paese delle verdi colline.
- La Vecchia Foresta, che racchiude la Valle del Sinuosalice e la casa di Tom Bombadil.
- Tumulilande, caratterizzata da numerosi tumuli funerari antichi. Secondo le leggende, queste tombe sono infestate dagli spiriti.
- Brea, dove si trova la Locanda del Puledro impennato.
- Colle Vento, conosciuto anche con il nome di Amon Sul, un tempo sulla cima si ergeva un'imponente torre. Al di sotto, si estende una linea boscosa chiamata Bosco dei Troll.
- Gran Burrone, situato in una valle vicina alle Montagne Nebbiose, è chiamato Imladris dagli Elfi.
- Moria la città dei Nani conosciuta anche come Khazad-dûm, giace sotto alle Montagne Nebbiose.
- Lórien, conosciuto come Il Bosco d'Oro, è abitato dai Galadhrim.
- Amon Hen, un tempo territorio di Gondor, adesso disabitato.
- Mordor, la terra di Sauron, l'Oscuro Signore.

## Le armi
- Bottiglia spirituale: cura l'animo spirituale di Gandalf.
- Miruvor: Il cordiale di Imladris. Potente bevanda che scalda l'animo.
- Glamdring: Conosciuta come il Martello del Nemico, questa spada di fattura elfica si illumina di una luce pallida quando un nemico si avvicina.
- Bastone da passeggio: fatto con il legno migliore, ottimo per le passeggiate in campagna.
- Spada dell'ovest: lama corta estremamente affilata, forgiata dagli uomini dell'Ovesturia.
- Pungolo: lama elfica forgiata dagli antichi fabbri di Gondolin, si illumina di blu in presenza di Orchetti.
- Proiettili degli elfi: leggero proiettile metallico.
- Mele: frutto succoso ma duro, utile per distrarre i nemici.
- Proiettili dei nani: proiettili di duro acciaio forgiato dal popolo di Durin.
- Rocce: pietre lisce e rotonde, perfette per essere tirate.
- Petardo: piccolo esplosivo, ottimo per scacciare i nemici.
- Spadone: comune spada della Terra di Mezzo.
- Anduril: in origine chiamata Narsil, ora ricostruita e ribattezzata con il nome di "fiamma dell'ovest".
- Arco dei raminghi: comune arco tra i raminghi.
- Frecce di legno: comuni frecce da caccia.
- Frecce d'acciaio: aguzze frecce da guerra, fornite di lame affilate di metallo.
- Frecce infuocate: di speciale fattura, bruciano mentre volano verso il bersaglio.
- Frecce elfiche: leggeri dardi metallici che sfrecciano in aria silenziosi.

## I cibi da viaggio
- Cram: pane da viaggio, insipido ma nutriente, cotto dagli uomini del nord.
- Lembas: deliziose torte dorate, utilissime per rifocillarsi.
- Funghi: cibo comune in tutta la Terra di Mezzo.
- Athelas o Foglia dei Re: erba medica, ideale per curare gli avvelenamenti.

## Curiosità
- Nella piattaforma Xbox, Frodo troverà un cane a casa di Sam ma non potrà interagirvi. In seguito, a Lungacque, scoprirà che Angelica sta cercando il suo cane. Se lo si è osservato precedentemente a casa di Sam, le risponderà "Hai ragione." ed otterrà un uovo. Se lo si inserisce in una delle pentole a casa Baggins, comparirà un bagliore al di sopra di esso ed aggiungendo una Athelas, Frodo esclamerà "Hai ragione." ed otterrà un unguento di Grassotto[1]. Sia questo che quello che è possibile ottenere aiutando Grassotto, si chiamano Unguento di Grassotto ma saranno descritti come un regalo di Bilbo.
- Se Frodo concluderà il compito affidatogli da Rosie al Drago Verde a Lungacque, otterrà da lei dell'argenteria in regalo. Se la si usa sul mucchio di terra al piano superiore del mulino di Ted Sabbioso[2], Frodo otterrà dei proiettili elfici da lancio e potrà interagire 3 volte. Per ripetere il tutto, basta uscire e rientrare nel mulino. L'argenteria andrà consegnata all'hobbit che lavora alla Locanda del Puledro Impennato per ottenere frecce o un unguento.
- Se Frodo darà 3 funghi a Ted Sabbioso, inizierà a rockeggiare con la sua scopa.
- Parlando con Naquercio a Lungacque, chiederà di recuperare per lui delle Athelas. Dopo averle recuperate e averle consegnate, ne lascerà qualcuna a Frodo ma interagendo ancora con Naquercio e premendo A prima che finisca di parlare, il numero di Athelas salirà assieme all'onore di Frodo.
- Dopo aver sconfitto il Salice, Frodo dovrà cercare dei Gigli. Proseguendo sulla riva sinistra, troverà una grossa altura sulla quale è possibile salire. Guardando tra gli alberi, si noterà un bagliore: lanciando per tre volte delle pietre, cadranno dei Proiettili degli Elfi. Lanciando una quarta volta, il bagliore sparirà.
- A Gran Burrone Frodo incontrerà Bilbo nella stanza dove stava riposando. Se aprirà prima il baule di sinistra dei due presenti nella stanza, otterrà una Bottiglia di Essenza Spirituale da donare a Gandalf e dei funghi aprendo l'altro; viceversa otterrà un Antico libro degli elfi da donare a Gandalf e dei funghi dall'altro baule. Utilizzando questi oggetti quando lo si starà controllando, Gandalf migliorerà il suo spirito con la Bottiglia oppure, utilizzando il libro, otterrà l'incantesimo "Paralisi" che immobilizzerà i nemici per un certo lasso di tempo.
- Arrivati a Brea, gli Hobbit alloggeranno alla Locanda del Puledro Impennato. All'ingresso, se fate arrampicare Frodo sul bancone di Omorzo Cactaceo e poi sul cartello al di sopra, Frodo sbucherà per un attimo al piano superiore e recupererà un Cram nascosto.
- Quando Aragorn scorterà Frodo ferito attraverso la foresta, ad un certo punto troverà i tre troll di pietra affrontati da Bilbo. Colpendo più o meno quindici volte quello centrale, apparirà un bagliore su di esso. Selezionate il Berillio standogli davanti e usatelo: ne appariranno altri tre da raccogliere lì davanti.
- A Moria, Gandalf incontrerà Ori tenuto prigioniero da alcuni orchi. Dopo averlo liberato, egli continuerà a lavorare anche se dovrebbe rimanere a terra ferito e poi morire, finendo spesso fuori inquadratura.
- Nel gioco sarà possibile reperire diverse pagine del Libro di Mazarbul, tuttavia il loro scopo non è noto. Soltanto una si esse fornirà delle informazioni, anche se molto confuse.
- Nella Seconda Sala, lo scontro tra Frodo e l'Uruk-Hai può essere evitato attirandolo fuori dalla stanza e indossando l'Anello per correre non visto all'interruttore sulla sinistra appena entrato nella stanza dov'era prima il nemico. Tirandolo si potrà chiudere fuori l'Uruk-Hai.
- Dopo aver affrontato il Balrog, nella versione italiana su Xbox, Gandalf esclamerà "Fuggite, sciocchi!" prima di usare l'incantesimo della Bastonata e "Non puoi passare!" solo mentre sta precipitando assieme al demone.
- Dopo essere fuggiti da Moria, la Compagnia giungerà a Caras Galadhon, scortata da Haldir di Lòrien. Concluso il dialogo con Celeborn e Dama Galadriel, Frodo sarà libero di esplorare il posto e alla sinistra dei troni troverà una fontana. Inserendo i gigli, un alveare e delle Athelas potrà ottenere una Fiala d'Acqua che migliorerà la salute del 50%.

## Differenze
Sono presenti alcune differenze tra le piattaforme Xbox, PlayStation 2 e PC:
- Nella piattaforma Xbox, Frodo incontra più personaggi e deve compiere molte più buone azioni.
- Nella Contea e nella Vecchia Foresta, Frodo può ricavare un Alveare, un contenuto di energia che rende gli attacchi più offensivi. Nella versione Playstation 2/PC, l'Alveare non è presente. Stessa cosa per Aragorn che può ricavare il Berillio.
- La grafica delle versioni per PlayStation 2 e PC è di gran lunga superiore rispetto a quella Xbox.
- I dettagli della versione Xbox sono più curati (es.: i mobili di Casa Baggins possono essere aperti, si possono esplorare le case dei vicini, il paesaggio e il terreno sono più curati rispetto alle versioni PC e PS2 dove il terreno è più un "pianerottolo" vuoto e spoglio, ci sono più animali, è presente l'enigma delle piattaforme vicino alla casa di Tom Bombadil, ecc.).
- Nella piattaforma Xbox, Frodo e Aragorn hanno più armi da lancio.
- Ci sono alcuni livelli del gioco che sono completamente diversi gli uni dagli altri per grafica e nemici.
- Nella piattaforma Xbox sono presenti più missioni.
- Nella versione PlayStation 2/PC i personaggi principali sono spesso insieme ad altri membri della Compagnia, cosa che non avviene nella piattaforma Xbox.
- Nella versione Playstation 2/PC, Frodo, avvicinandosi alle case-hobbit, può vedere i vari proprietari con relativo indirizzo e numero civico.
- Nella piattaforma Xbox è possibile entrare a Casa Gamgee, nel Mulino di Ted Sabbioso, nel Vecchio Granaio di Hal Soffiatromba, a casa Bolgeri, alla taverna del Drago Verde ed all'interno del cortile di Maggot. A Brea Frodo ha la possibilità di visitare il proprio alloggio alla locanda del Puledro Impennato. Aragorn può visitare un appartamento a Brea.
- Nella piattaforma Xbox, Frodo può ricevere il Tonico dei Nani o l'Unguento di Grassotto, potenti bevande che ripristinano tutta la salute. Riceve anche il bastone da passeggio di Grassotto, un largo bastone di legno, intagliato meravigliosamente e creato con il legno migliore.
- Nella piattaforma Xbox il resto della compagnia riceve altre armi nell'ordine: Boromir riceverà la spada Numènoreana; Legolas riceverà l'arco dei Galadrhim; Gimli riceverà l'ascia di Durin e Meriadoc Brandibuck e Peregrino Tuc riceveranno le spade dell'Ovest.
- Nella versione per PC, ad Amon Hen, Aragorn può ottenere lo Xiphiidae (pesce spada in latino) seguendo un preciso procedimento. Questo oggetto altro non è che una spada-pesce lanciato da Gollum, ma che si rivelerà essere l'arma più forte di tutto il gioco. Nella versione Xbox, Aragorn può incontrare Gollum al termine della Diga degli Orchetti. Se Aragorn lo segue o rimane fermo, Gollum lo farà attaccare da due Uruk-hai e da un orchetto e fuggirà via; se Aragorn invece lo attacca con la spada o scoccando una freccia verso di lui, Gollum gli consegnerà la spada-pesce e fuggirà via, ma l'oggetto scomparirà e non sarà presente negli inventari di Frodo o Aragorn subito dopo.

## Sequel
Era previsto un sequel diretto chiamato Il Signore degli Anelli: Il Tradimento di Isengard che sarebbe dovuto uscire a fine 2003, basato come questo suo predecessore sui libri di Tolkien, piuttosto che sulle trasposizioni cinematografiche i cui diritti di sfruttamento appartenevano ad Electronic Arts. 
Venne pubblicato anche un trailer che ne annunciava l'uscita nel 2003 su Xbox, PlayStation 2 e Windows ma fu cancellato a causa del mancato rispetto degli standard fissati da Vivendi per i suoi giochi.
La trama si sarebbe dovuta basare sul contenuto del secondo volume Le Due Torri, riprendendo da dove si era interrotto il primo capitolo con Aragorn, Legolas e Gimli che inseguivano gli Uruk-Hai nella foresta di Fangorn, con Frodo, Sam e Gollum nel viaggio verso il Nero Cancello, passando per la battaglia del Fosso di Helm e quella di Isengard (Barbalbero avrebbe dovuto essere un personaggio giocabile come anche Gollum).